# Хрулёв, Павел Сергеевич
Па́вел Серге́евич Хрулёв (род. 24 июля 1984, Дзержинск, Нижегородская область) — российский актёр театра и кино, диктор.

## Биография
Родился 24 июля 1984 года в Дзержинске Нижегородской области.
В 2007 году окончил ВГИК (мастерская А. В. Баталова). Будучи студентом, снялся в кассовом фильме знаменитого режиссёра Т. Бекмамбетова «Дневной дозор».
С 2007 по 2010 годы служил в РАМТе. Стал лауреатом Международного фестиваля ВГИК (2006) и премии «Золотой лист» (2007) за роль в спектакле «Дни нашей жизни».
В 2010—2011 годах играл в мюзикле режиссёра Ивана Поповски «Обыкновенное чудо» по пьесе Е. Шварца. Павел играл роль Медведя, роль вызвала неоднозначные отзывы в рецензиях.
В 2011—2012 годах служил в Театре им. К. С. Станиславского.
Имеет хорошую подготовку по классу вокала (бас, баритон). Был голосом телеканалов «РЕН-ТВ» и «Звезда».
В 2015 вернулся в Российский академический молодёжный театр.

## Творчество

### Роли в театре
РАМТ
- 2007 — «Лоренцаччо» Де Мюссе, режиссёр А. В. Бородин — изгнанник
- 2007 — «Берег утопии. 1 часть. Путешествие» T. Стоппарда, режиссёр А. В. Бородин — официант
- 2007 — «Берег утопии. 3 часть. Выброшенные на берег» T. Стоппарда, режиссёр А. В. Бородин — адъютант Ледрю-Роллена
- 2007 — «Берег утопии. 3 часть. Выброшенные на берег» T. Стоппарда, режиссёр А. В. Бородин — Семлов, гость из России
- 2008 — «Красное и чёрное» Стендаля, режиссёр Ю. И. Ерёмин[3] — Граф де Круазнуа
- 2016 — «Шатов. Кириллов. Пётр» по роману Ф. М. Достоевского «Бесы», режиссёр А. В. Доронин[4] — Иван Шатов
- 2016 — «Демократия» Майкла Фрейна, режиссёр А. В. Бородин[5]
- 2017 — «Эраст Фандорин» Б. Акунина, режиссёр А. В. Бородин — Зуров

Тетральный Центр на Дубровке
- 2010 — мюзикл «Обыкновенное чудо» по пьесе Е. Л. Шварца, режиссёр И. Поповски — Медведь

Театр им. К. С. Станиславского
- 2011 — «Шесть персонажей в поисках автора» Л. Пиранделло, режиссёр В. Р. Белякович — Агнус
- 2011 — «Мастер и Маргарита» М. А. Булгакова, режиссёр В. Р. Белякович — Левий Матвей

### Фильмография
| Год  |     | Название                           | Роль                                |
| ---- | --- | ---------------------------------- | ----------------------------------- |
| 2005 | ф   | Дневной дозор                      | тёмный                              |
| 2006 | ф   | Последняя исповедь                 | Сергей Левашов                      |
| 2006 | ф   | 1612: Хроники Смутного времени     | хорват                              |
| 2007 | кор | Концерт для кларнета с оркестром   | Бусыгин                             |
| 2010 | ф   | Утомлённые солнцем 2: Предстояние  | кремлёвский курсант Алексей         |
| 2010 | ф   | Ярослав. Тысячу лет назад          | Венд                                |
| 2012 | кор | Правда                             | он                                  |
| 2012 | ф   | Мужчина с гарантией                | покупатель                          |
| 2013 | с   | Станица                            | Паша (Красавчик), подручный Волкова |
| 2014 | ф   | Москва никогда не спит             | Слава, помощник Антона              |
| 2015 | с   | Восьмидесятые 5 сезон              | болельщик                           |
| 2015 | с   | Эти глаза напротив                 | Борис Леонидович                    |
| 2015 | ф   | Метаморфозис                       | следователь                         |
| 2015 | с   | Рая знает                          | Игорь, сводный брат Анны            |
| 2015 | с   | Пятая стража: Схватка 3 сезон      | эпизод                              |
| 2015 | мф  | Борода                             | мужчина (озвучка)                   |
| 2016 | с   | Выжить после 3 сезон               | сотрудник ФСБ                       |
| 2016 | с   | Анна-детективъ                     | Никита Белов, кулачный боец         |
| 2016 | с   | Осиное гнездо                      | Савенко                             |
| 2016 | с   | Адвокат-9 «Стечение обстоятельств» | Сергей Давыдов                      |
| 2017 | ф   | Защитники                          | ведущий новостей                    |
| 2017 | с   | Провинциальная мадонна             | Вадим Черменёв                      |
| 2017 | с   | Доктор Рихтер                      | санитар                             |
| 2017 | с   | Сальса                             | полицейский                         |
| 2020 | с   | СеняФедя 4 сезон, 10 серия         | полицейский                         |

## Озвучивание
- Гора самоцветов

## Признание и награды
- 2006 — Лауреат премии «Золотой лист» за лучшую мужскую роль в спектакле «Дни нашей жизни».
- 2007 — Приз в номинации «За лучшую мужскую роль» на Международном кинотеатральном фестивале ВГИК за роль в спектакле «Дни нашей жизни».